# Pedro José Escalón
Pedro José Escalón (Santa Ana, 25 marzo 1847 – Santa Ana, 6 settembre 1923) è stato un politico salvadoregno.
Nel 1865 sposò Elena Rodríguez (morta il 3 dicembre 1921), dalla quale ebbe tre figli: Dolores, Federico e Pedro.
Ebbe la carica di presidente di El Salvador da Tomás Regalado, dal 1º marzo 1903 al 1º marzo 1907; fu inoltre un capo militare. Lasciò la carica di presidente a Fernando Figueroa. Morì a Santa Ana.